# 21 mai
ianuarie • februarie • martie  • aprilie  • mai  • iunie  • iulie  • august  • septembrie  • octombrie  • noiembrie  • decembrie
21 mai este a 141-a zi a calendarului gregorian și ziua a 142-a în anii bisecți. Mai sunt 224 de zile până la sfârșitul anului.

## Evenimente

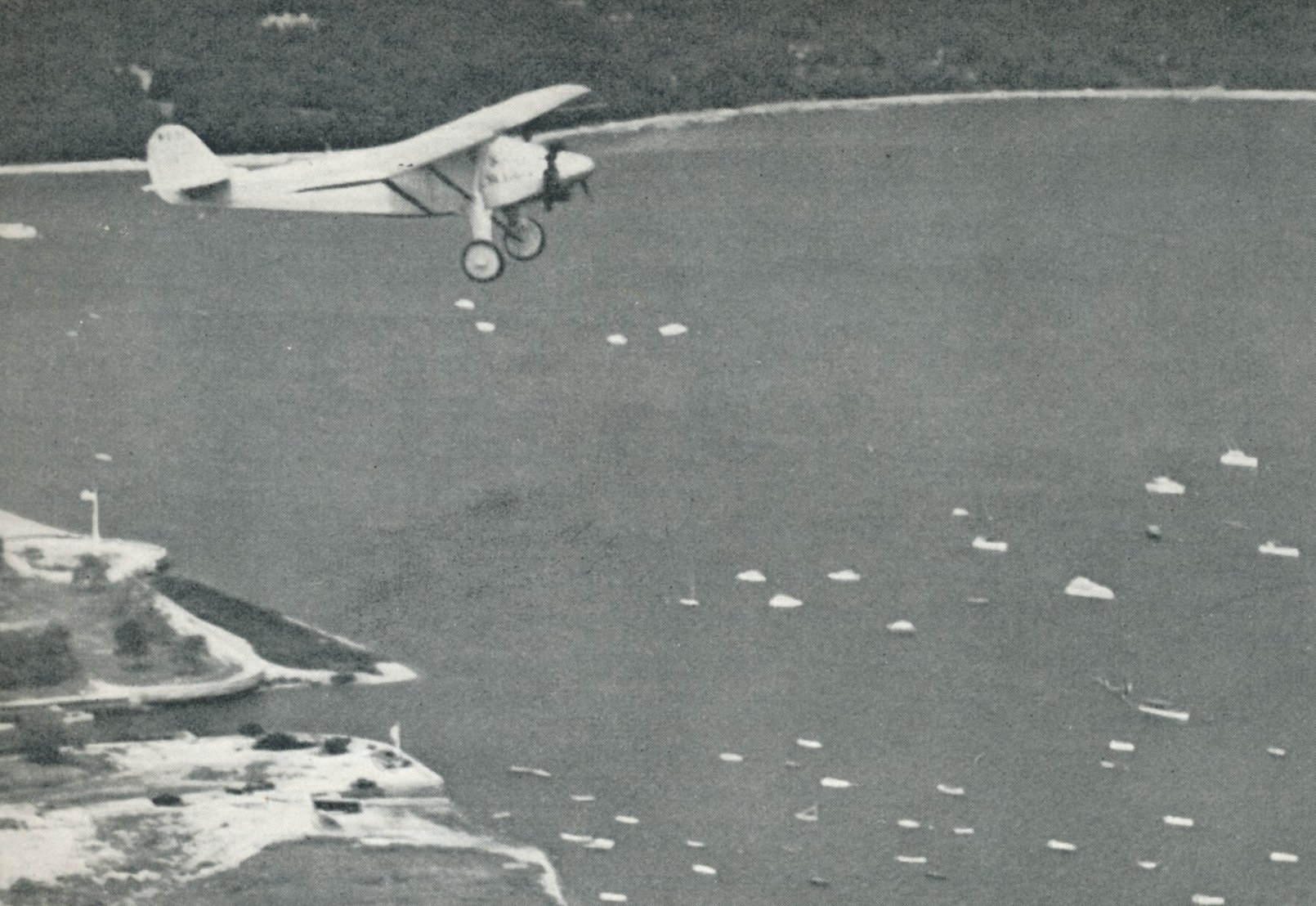
1927: Charles Lindbergh aterizează pe câmpul Le Bourget din Paris, completând primul zbor fără escală din lume, traversând Oceanul Atlantic.

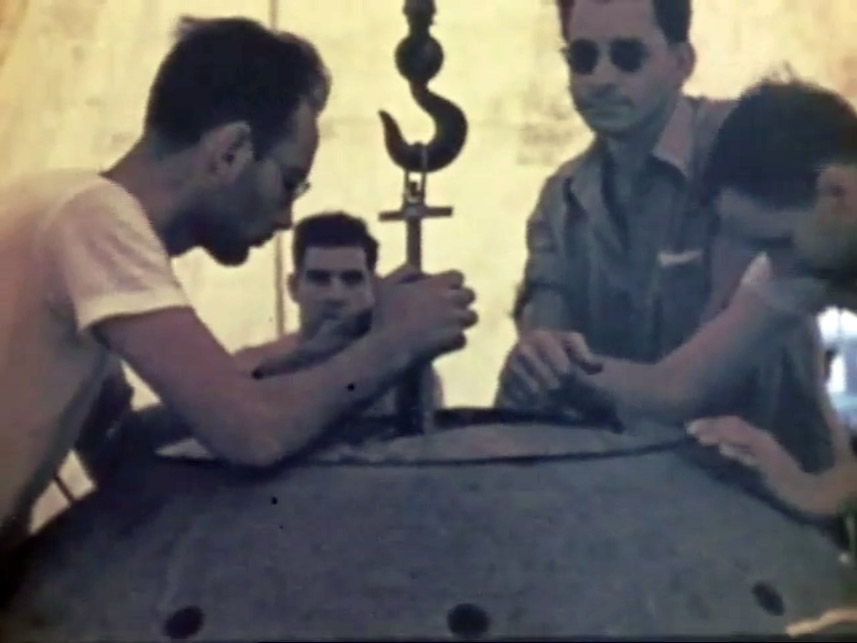
1946: Fizicianul canadian Louis Slotin este iradiat mortal într-un accident de criticitate în timpul unui experiment cu miezul „demonic” de plutoniu la Laboratorul Național Los Alamos. În imagine fizicienii Harry Daghlian (centru stânga) și Louis Slotin (centru dreapta) în timpul testului Trinity.

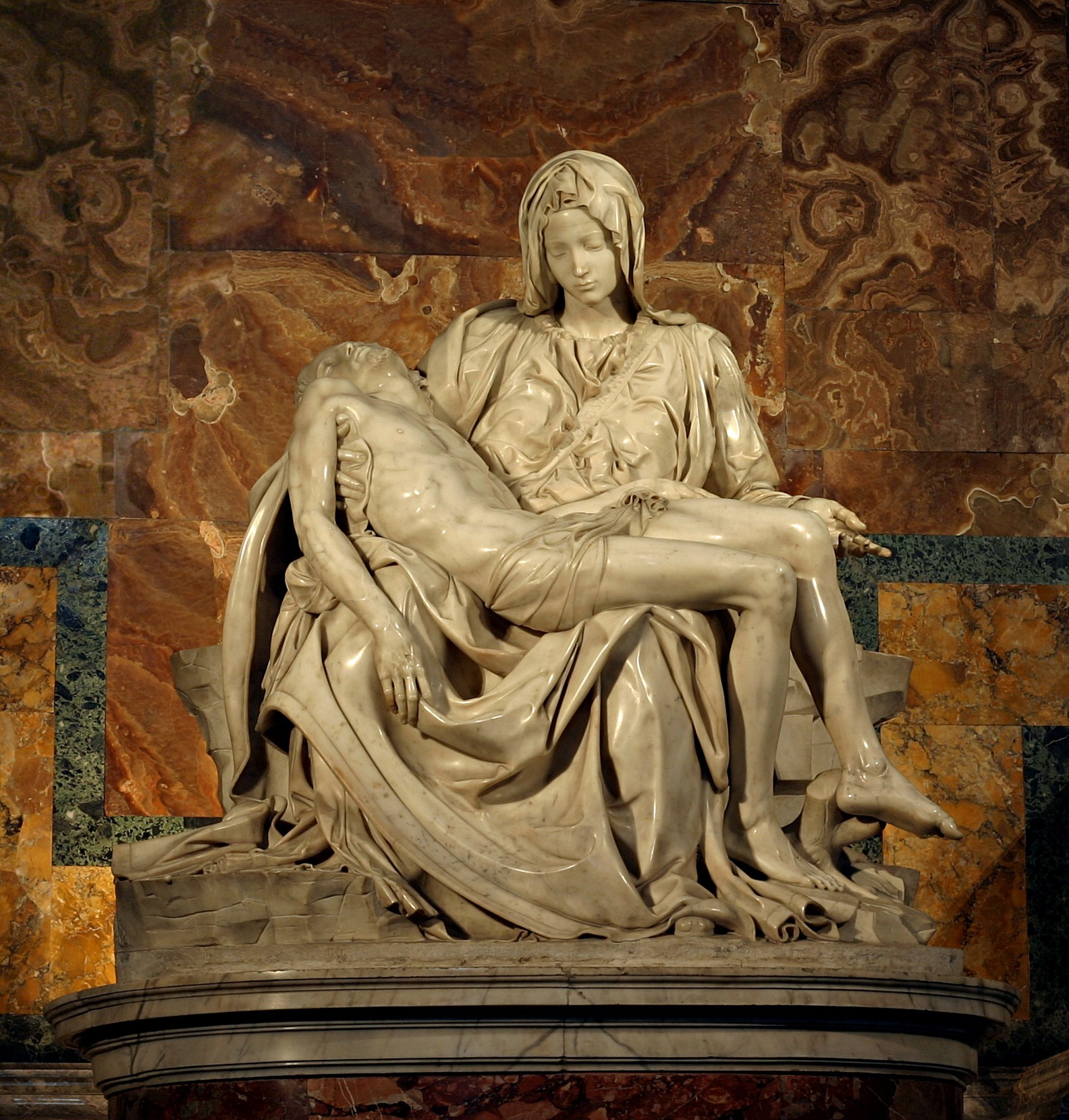
1972: Pietà a lui Michelangelo din Bazilica Sfântul Petru din Roma este deteriorată de către un vandal bolnav mintal, geologul maghiar en.

- 0293: Împărații romani Dioclețian și Maximian îl numesc pe Galerius ca Cezar; începe perioada celor patru conducători cunoscută sub numele de tetrarhie.
- 0996: Otto al III-lea în vârstă de șaisprezece ani este încoronat împărat al Sfântului Imperiu Roman.[1]
- 1363: Elisabeta de Pomerania se căsătorește la Cracovia cu împăratul Carol al IV-lea și va fi încoronată luna viitoare ca regină a Boemiei. Căsătoria a ajutat la ruperea colației anti-cehe condusă de Ducele Rudolf al IV-lea al Austriei.
- 1403: Henric al III-lea al Castiliei îl trimite pe Ruy González de Clavijo ca ambasador în fața lui Timur Lenk pentru a discuta posibilitatea unei alianțe între Timur și Castilia împotriva Imperiului otoman.
- 1420: În calitate de Regentă, soția regelui Franței, Isabeau de Bavaria, semnează Tratatul de la Troyes, prin care își reneagă propriul fiu, pe Delfinul Carol, recunoscându-l pe ginerele ei, Henric al V-lea al Angliei, drept moștenitor al Coroanei franceze.
- 1502: Insula Sfânta Elena este descoperită de exploratorul portughez João da Nova.
- 1674: Nobilimea îl alege pe Jan Sobieski rege al Poloniei și Mare Duce al Lituaniei.
- 1712: Capitala Rusiei a fost mutată de către țarul Petru I de la Moscova la Sankt Petersburg.
- 1814: Se încheie Bătălia de la Arcis-sur-Aube din cadrul Războiului celei de-a Șasea Coaliții. Trupele franceze conduse de Napoleon sunt nevoite să se retragă în fața trupelor austriece conduse de Schwarzenberg.
- 1821: Tudor Vladimirescu, conducătorul Revoluției de la 1821, a fost arestat în tabăra de la Golești și predat lui Alexandru Ipsilanti.
- 1877:  Mihail Kogălniceanu a proclamat în Parlamentul României, în numele guvernului, independența – expresie a dorinței întregului popor, primită cu mare bucurie.
- 1881: Clara Barton a înființat serviciul american de Crucea Roșie.
- 1904: La Paris a fost înființată "Federația Internațională de Fotbal" (FIFA).
- 1917: Marele incendiu din Atlanta din 1917 a cauzat pagube de 5,5 milioane de dolari, distrugând aproximativ 300 de acri, inclusiv 2.000 de case, afaceri și biserici, strămutând aproximativ 10.000 de oameni, dar ducând la un singur deces (din cauza atacului de cord).
- 1924: În încercarea de a demonstra superioritatea lor intelectuală comițând "crimă perfectă", doi studenți bogați de la Universitatea din Chicago, Nathan Freudenthal Leopold Jr. și Richard Albert Loeb, l-au răpit și ucis pe Robert "Bobby" Franks în vârstă de 14 ani. Au simulat o răpire, apoi au trimis o notă de răscumpărare familiei victimei.
- 1927: Charles Lindbergh aterizează pe câmpul Le Bourget din Paris, completând primul zbor fără escală din lume, traversând Oceanul Atlantic.
- 1946: Fizicianul canadian Louis Slotin este iradiat mortal într-un accident de criticitate în timpul unui experiment cu miezul „demonic” de plutoniu la Laboratorul Național Los Alamos.
- 1961: A avut loc premiera spectacolului „Cum vă place”, de William Shakespeare, în montarea lui Liviu Ciulei, la Teatrul „Lucia Sturza Bulandra”, cu Clody Bertola în rolul Rosalindei, moment de referință pentru dezvoltarea teatrului românesc.
- 1971: A avut loc, la București, prima audiție a compoziției „Masa Tăcerii”, de Tiberiu Olah, lucrare ce încheie tripticul său brâncușian.
- 1972: Pietà a lui Michelangelo din Bazilica Sfântul Petru din Roma este deteriorată de către un vandal bolnav mintal, geologul maghiar Laszlo Toth⁠(en)[traduceți].
- 1981: Metro-Goldwyn-Mayer cumpără United Artists de la Transamerica Corporation pentru 380 milioane $ după eșecul filmului Heaven's Gate care a înregistrat pierderi de 44 de milioane de dolari.
- 1982: Trupa rock Queen a lansat albumul Hot Space.
- 1982: Constantin Dăscălescu este numit prim-ministru al României, succedându-i lui Ilie Verdeț. A demisionat la 22 decembrie 1989, la cererea revoluționarilor care ocupaseră sediul Comitetului Central al PCR.
- 1991: În apropiere de Madras a fost asasinat Rajiv Gandhi, fost prim-ministru al Indiei, supranumit „părintele națiunii".
- 2000: Ceremonia dezvelirii Monumentului Corneliu Coposu la Alba Iulia, cu ocazia împlinirii a 86 de ani de la nașterea fruntașului țărănist.
- 2003: Un cutremur a lovit nordul Algeriei, omorând mai mult de 2.000 de oameni.
- 2004: A avut loc, la Moscova, prima reuniune la nivel înalt între Federația Rusă și reprezentanții celor 25 de state membre ale Uniunii Europene; a fost semnat un protocol prin care se afirma susținerea Rusiei de către UE pentru aderarea la Organizația Mondială a Comerțului.
- 2004: Comitetul ONU împotriva torturii a cerut explicații Statelor Unite ale Americii și Marii Britanii în legătură cu tratamentele inumane aplicate deținuților irakieni.
- 2005: La Kiev, Ucraina, România, reprezentată de Luminița Anghel și trupa Sistem, s-a clasat pe locul trei la cea de-a cinzecea ediție Eurovision. Câștigătoarea ediției a fost Grecia.
- 2006: Populația Muntenegrului a votat prin referendum separarea de uniunea statală cu Serbia.

## Nașteri
- 1471: Albrecht Dürer, pictor și gravor german (d. 1528)
- 1527: Filip al II-lea al Spaniei (d. 1598)
- 1653: Eleonora Maria Josefa de Austria, regină consort a Poloniei (d. 1697)
- 1688: Alexander Pope, poet englez (d. 1744)
- 1775: Lucien Bonaparte, politician și militar francez, fratele mai mic al lui Napoleon (d. 1840)
- 1792: Gaspard Coriolis, matematician, fizician, inginer francez (d. 1843)
- 1799: Mary Anning, colecționar de fosile și paleontolog, britanică (d. 1847)
- 1801: Prințesa Sofia Wilhelmina a Suediei, Mare Ducesă de Baden (d. 1865)
- 1826: Grigore Balș, politician român
- 1826: Karl Storck, sculptor român de origine germană (d. 1887)

Albrecht Dürer, pictor german
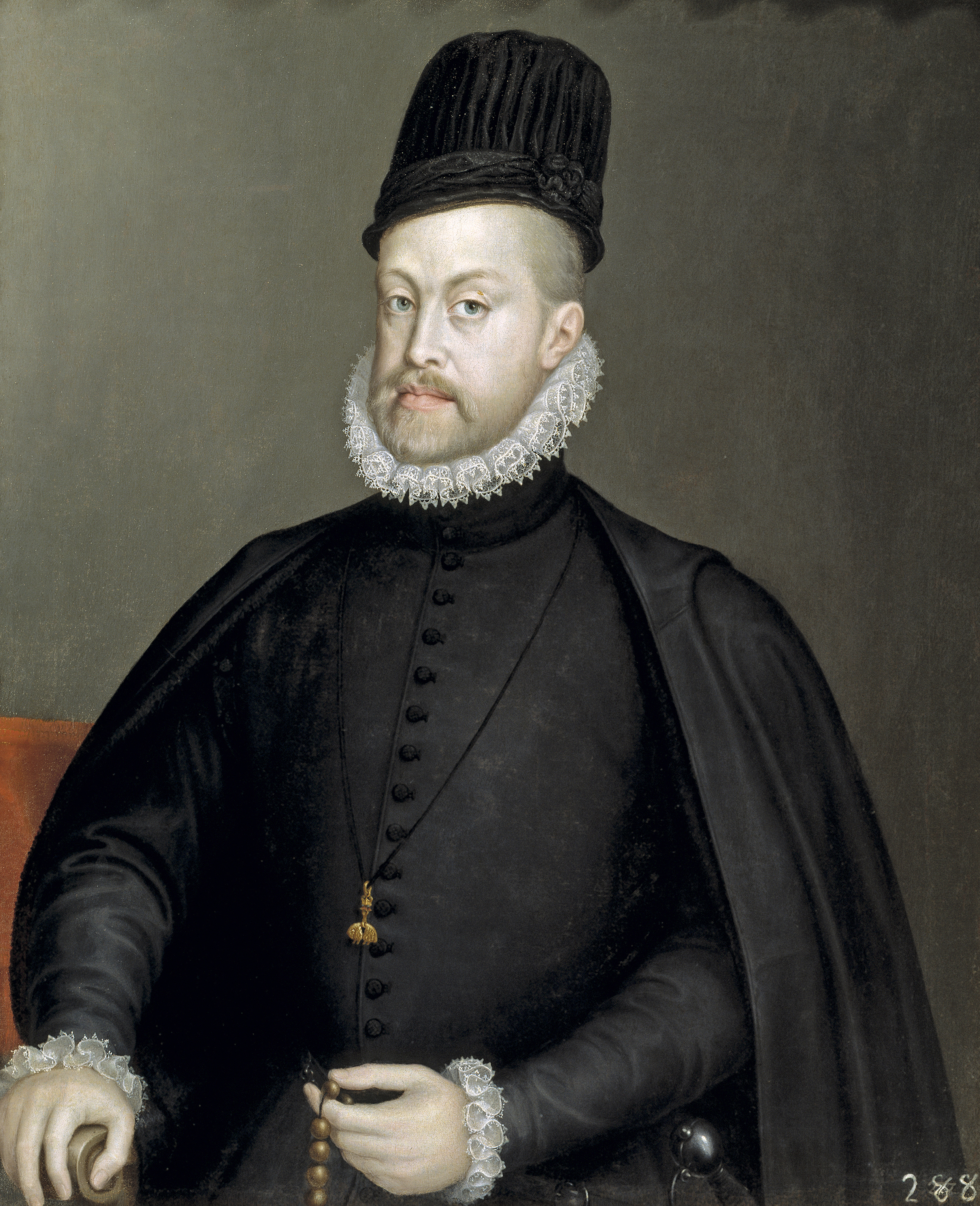
Filip al II-lea al Spaniei
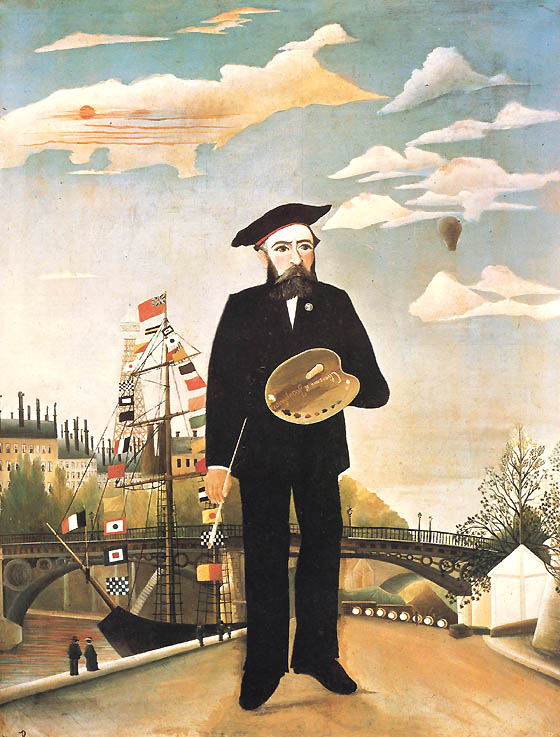
Henri Rousseau, pictor francez

- 1843: Paul Avril, ilustrator și pictor francez (d. 1928)
- 1843: Maria Isabella, Prințesă de Toscana, Contesă de Trapani (d. 1901)
- 1844: Henri Rousseau, pictor francez (d. 1910)
- 1850: Giuseppe Mercalli, vulcanolog și preot italian (d. 1914)
- 1855: Constantin Dobrogeanu-Gherea, critic literar român (d. 1920)
- 1860: Willem Einthoven, fiziolog olandez, inventatorul electrocardiografului, laureat al Premiului Nobel (d. 1927)
- 1863: Arhiducele Eugen de Austria, Mare Maestru al Cavalerilor Teutoni (d. 1954)
- 1864: Prințesa Stéphanie a Belgiei, soția Prințului Rudolf al Austriei (d. 1945)
- 1880: Tudor Arghezi (Ion N. Theodorescu), poet, prozator și publicist român (d. 1967)
- 1881: Iosif Iser, pictor român (d. 1958)
- 1885: Prințesa Sofia de Schönburg-Waldenburg, prințesă a Albaniei (d. 1936)
- 1887: Alexandru Borza, botanist român (d. 1971)
- 1887: Florica Musicescu, pianistă și profesoară română de pian, unul din fondatorii școlii române de pian (d. 1969)

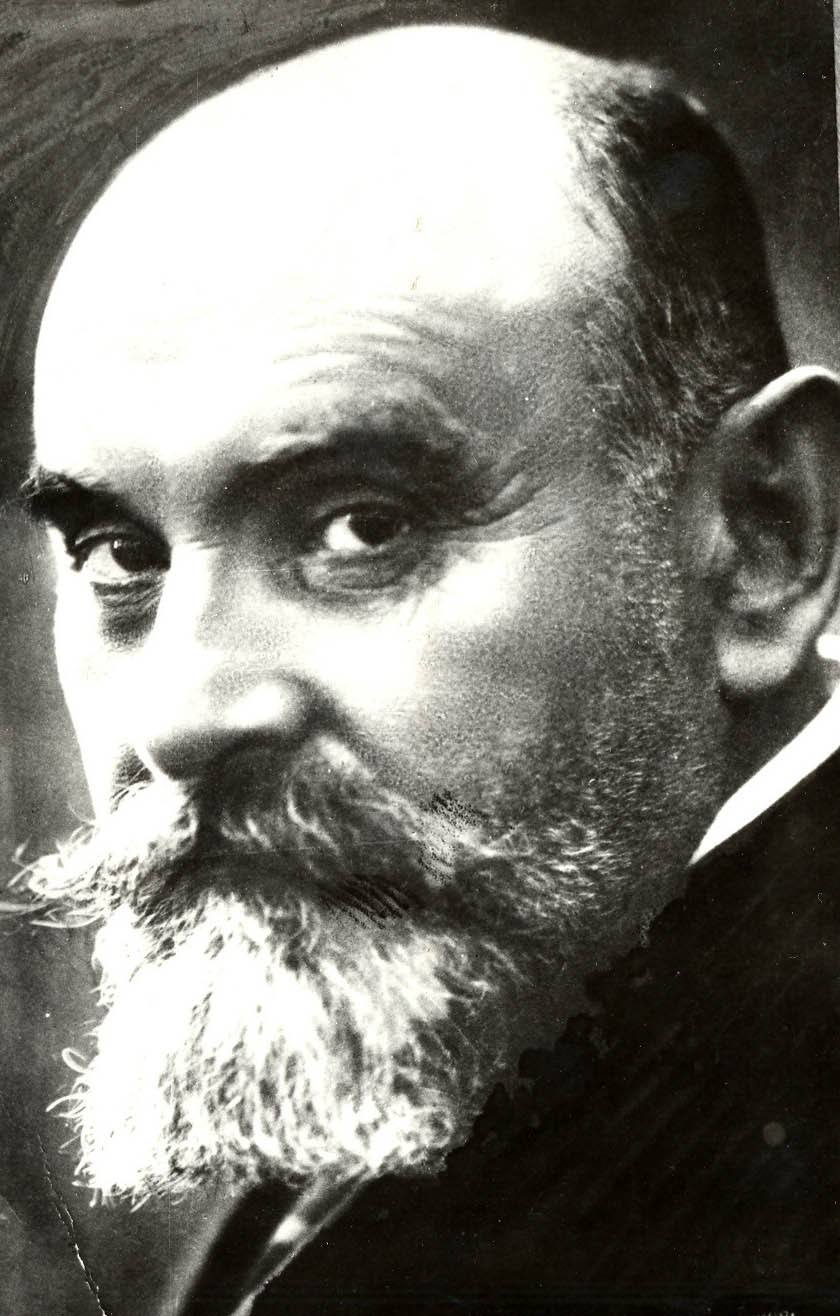
Constantin Dobrogeanu-Gherea, critic literar român
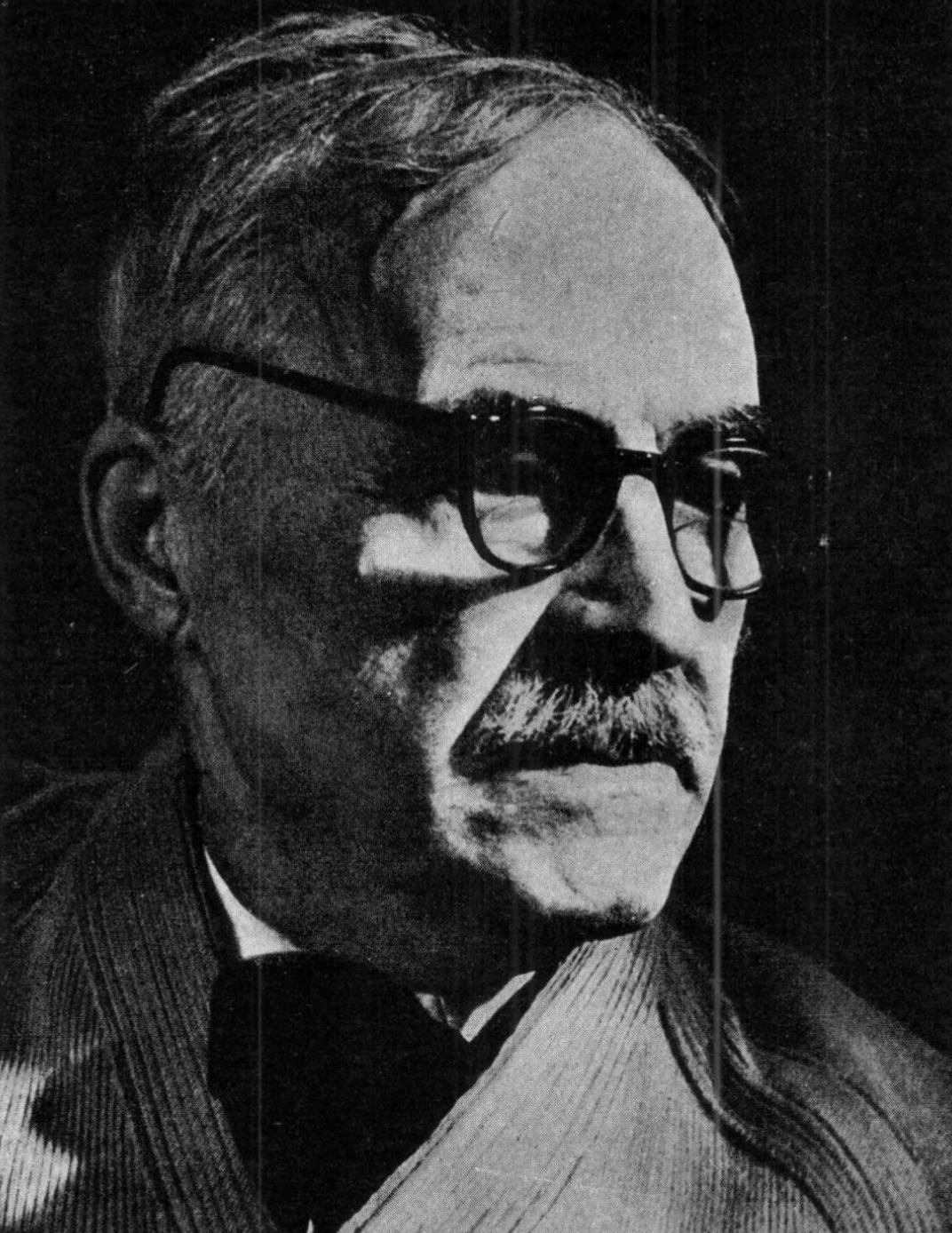
Tudor Arghezi, poet român
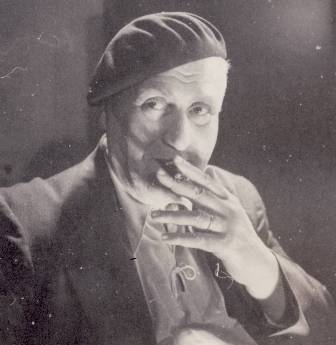
Iosif Iser, pictor român

- 1897: Smaranda Brăescu, aviatoare și parașutistă română (d. 1948)
- 1902: Marcel Lajos Breuer, arhitect american (d. 1981)
- 1904: Robert Montgomery, actor american (d. 1981)
- 1906: Profira Sadoveanu, prozatoare, fiica lui Mihail Sadoveanu (d. 2003)
- 1921: Andrei Saharov, fizician rus, laureat al Premiului Nobel (d. 1989)
- 1923: Dorothy Hewett, scriitoare australiană (d. 2002)
- 1926: Constantin Arvinte, dirijor, compozitor și folclorist român (d. 2021)
- 1932: Ileana Vulpescu, prozatoare și traducătoare română (d. 2021)
- 1940: Ildikó Pécsi, actriță maghiară (d. 2020)
- 1948: Leo Sayer, cântăreț britanic
- 1953: Călin Vlasie, poet, eseist, editor român
- 1955: Levente Csaba Szekely, politician român
- 1957: Daniel Barbu, istoric și politician român
- 1960: Anda Onesa, actriță română
- 1972: Christopher George Latore Wallace, cântăreț american de rap (Notorious B.I.G.) (d. 1997)
- 1979: Mamadou Bagayoko, fotbalist francez
- 1980: Gotye, cântăreț belgiano-australian
- 1985: Camille Ayglon, handbalistă franceză
- 1994: Tom Daley, săritor în apă britanic
- 1995: Gianina-Elena Beleagă, canotoare română

## Decese
- 0987: Regele Ludovic al V-lea al Franței
- 1254: Conrad al IV-lea al Germaniei (n. 1228)
- 1471: Regele Henric al VI-lea al Angliei (n. 1421)
- 1481: Regele Christian I al Danemarcei (n. 1426)

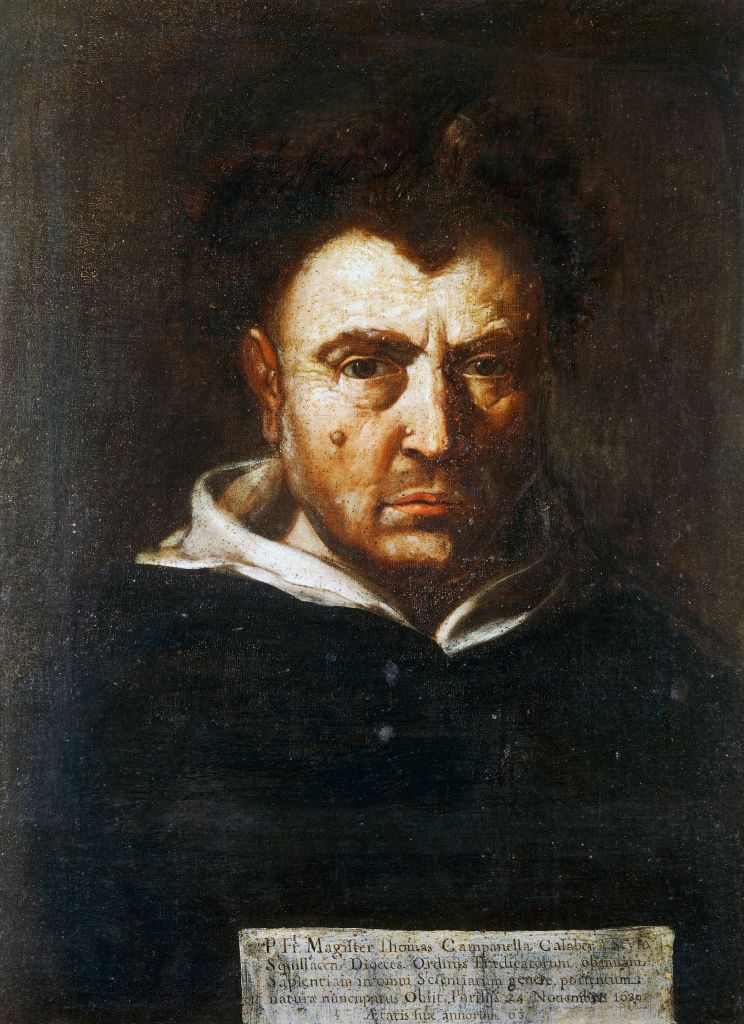
Tommaso Campanella, filosof italian
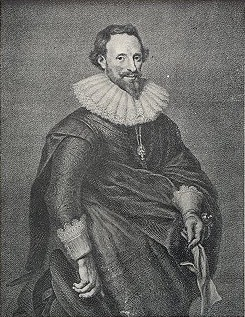
Pieter Corneliszoon Hooft, poet olandez
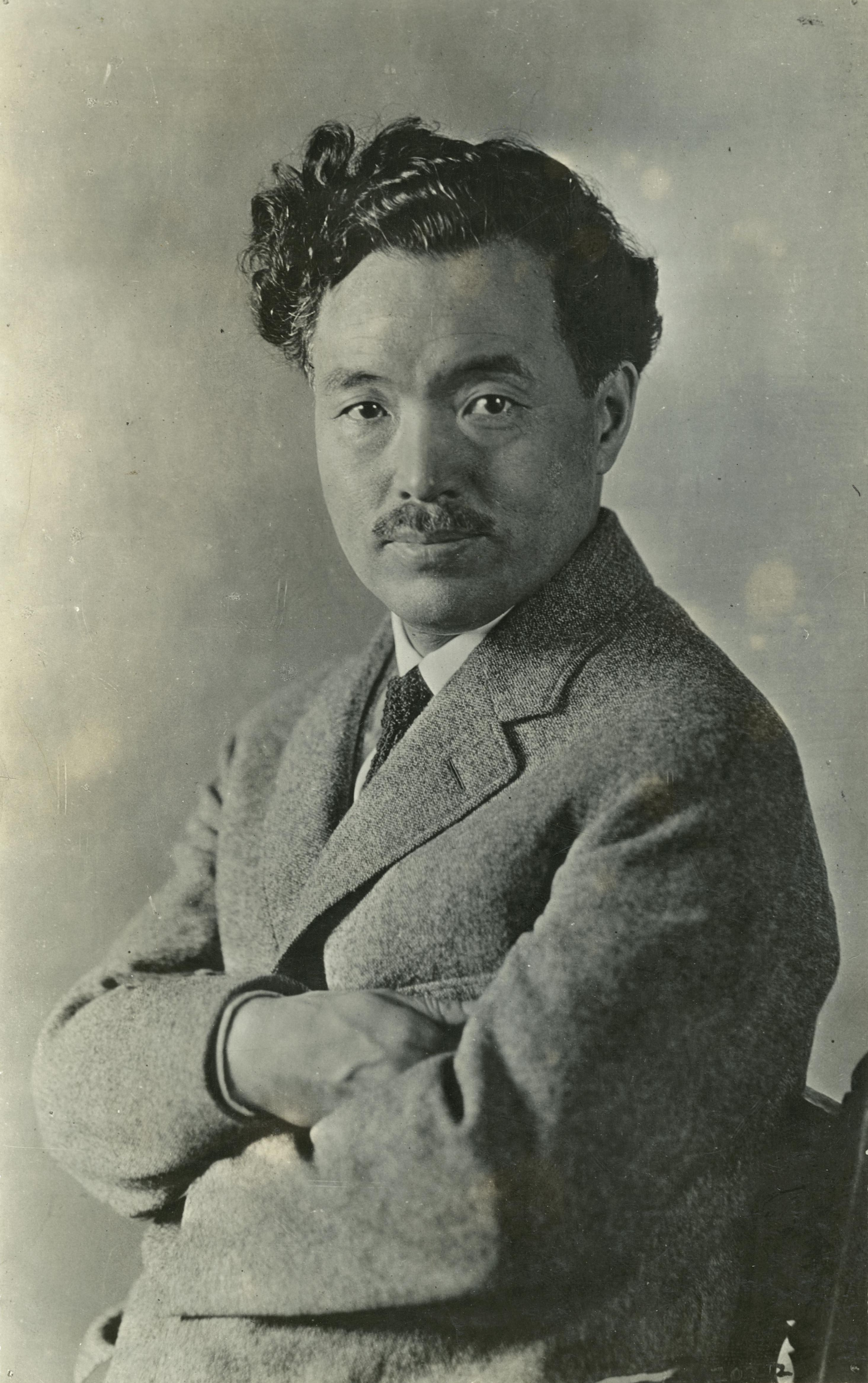
Hideyo Noguchi, medic bacteriolog japonez

- 1639: Tommaso Campanella, filosof italian (n. 1568)
- 1647: Pieter Corneliszoon Hooft, poet olandez (n. 1581)
- 1734: Philippine Élisabeth de Orléans (n. 1714)
- 1806: Prințesa Maria Antonia de Neapole și Sicilia (n. 1784)
- 1829: Petru I, Mare Duce de Oldenburg (n. 1755)
- 1836: Barbu Paris Mumuleanu, poet român (n. 1794)
- 1894: August Kundt , fizician german (n. 1839)
- 1920: Eleanor H. Porter, romancieră americană (n.1868)
- 1928: Hideyo Noguchi, medic bacteriolog japonez (n. 1876)
- 1949: Klaus Mann, scriitor germano–american, fiul lui Thomas Mann (n. 1906)
- 1952: John Garfield, actor american (n. 1913)
- 1964: Tudor Vianu, filosof, estetician, critic literar, scriitor, comparatist, memorialist român (n. 1898 (S.N.))
- 1964: James Franck, fizician german, laureat al Premiului Nobel (n. 1882)
- 1973: Carlo Emilio Gadda, scriitor italian (n. 1893)
- 1973: Grigore Moisil, matematician român (n. 1906)

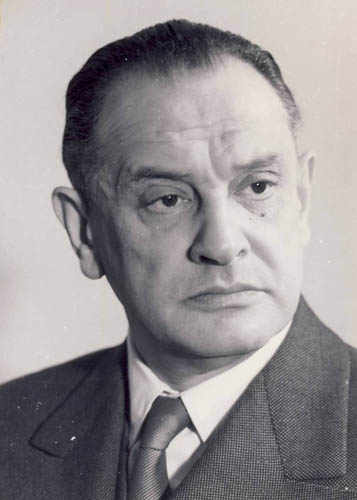
Tudor Vianu, filosof, estetician român
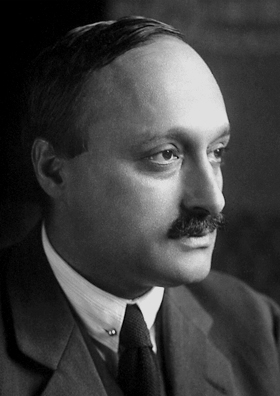
James Franck, fizician german, laureat Nobel
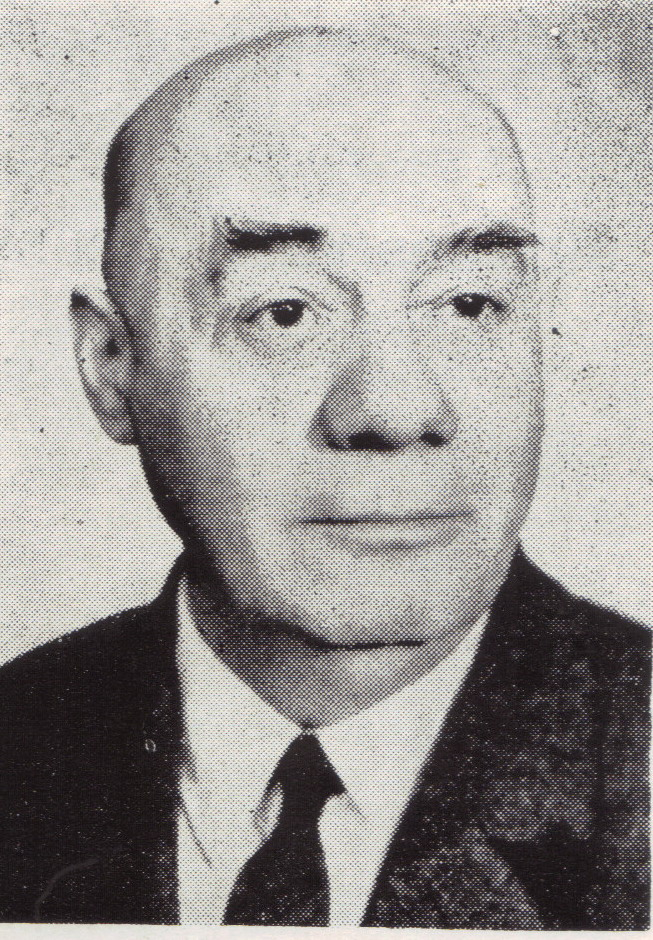
Grigore Moisil, matematician român

- 1991: Ioan Petru Culianu, istoric al religiilor și scriitor român (n. 1950)
- 1991: Rajiv Gandhi, politician indian, al 6-lea prim-ministru al Indiei (n. 1944)
- 1994: Ștefan Tapalagă, actor român de teatru și film (n. 1933)
- 1996: Christian de Chergé, călugăr francez, martir creștin (n. 1937)
- 2000: Sir John Gielgud, actor și regizor britanic (n. 1904)
- 2000: Barbara Cartland, scriitoare britanică (n. 1902)
- 2002: Niki de Saint Phalle, pictoriță și sculptoriță franceză (n. 1930)
- 2014: Jaime Lusinchi, președinte al statului Venezuela între anii 1984–1989 (n. 1924)
- 2018: Mircea Malița, scriitor, matematician și diplomat român (n. 1927)

## Sărbători
- Ziua Mondială a Diversității Culturale pentru Dialog și Dezvoltare, stabilită de ONU.
- Din 2001 - Ziua Constanței.

## Sărbători religioase
- Calendarul ortodox și greco-catolic - Sfinții Împărați Constantin și Elena
- Calendarul romano-catolic - Sfinții Cristofor Magallanes, preot și însoțitorii, martiri; Elena, mama împăratului Constantin; Eugen de Mazenod, episcop.[2]